# Maesa consanguinea
Maesa consanguinea är en viveväxtart som beskrevs av Elmer Drew Merrill. Maesa consanguinea ingår i släktet Maesa och familjen viveväxter. Inga underarter finns listade i Catalogue of Life.